# Любонь

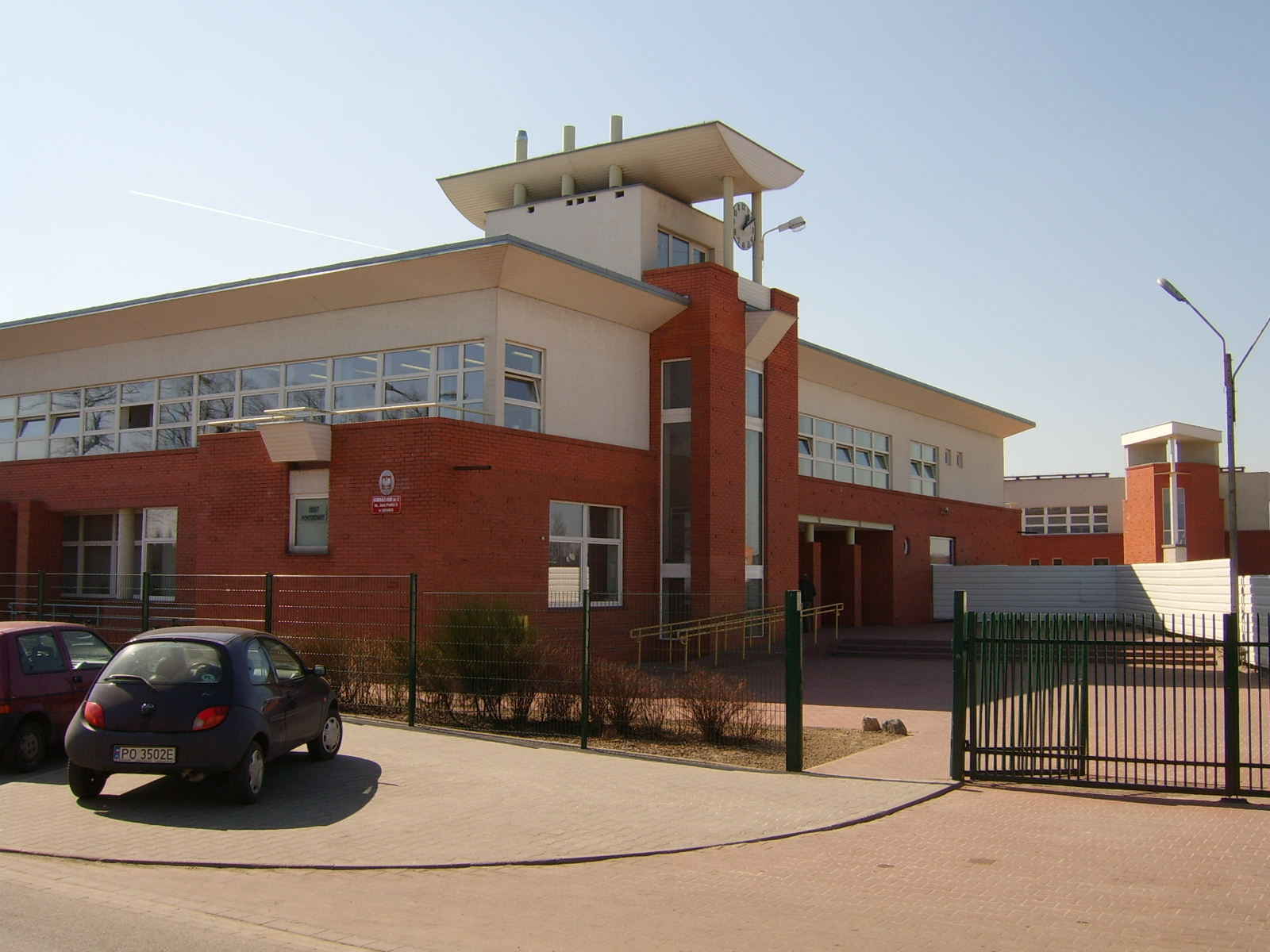
Гімназія

Любонь (пол. Luboń, нім. Luban) — місто в північно-західній Польщі, на річці Варта.

## Демографія
Демографічна структура станом на 31 березня 2011 року:
|          | Загалом | Допрацездатний вік | Працездатний вік | Постпрацездатний вік |
| -------- | ------- | ------------------ | ---------------- | -------------------- |
| Чоловіки | 14169   | 3159               | 9736             | 1274                 |
| Жінки    | 15663   | 3065               | 9567             | 3031                 |
| Разом    | 29832   | 6224               | 19303            | 4305                 |